# Emesis ares
Emese ares é uma espécie de borboleta da família Riodinidae. Ela pode ser encontrada na América do Norte.
O número MONA ou Hodges de Emese ares é 4400.